# Macie Stewart

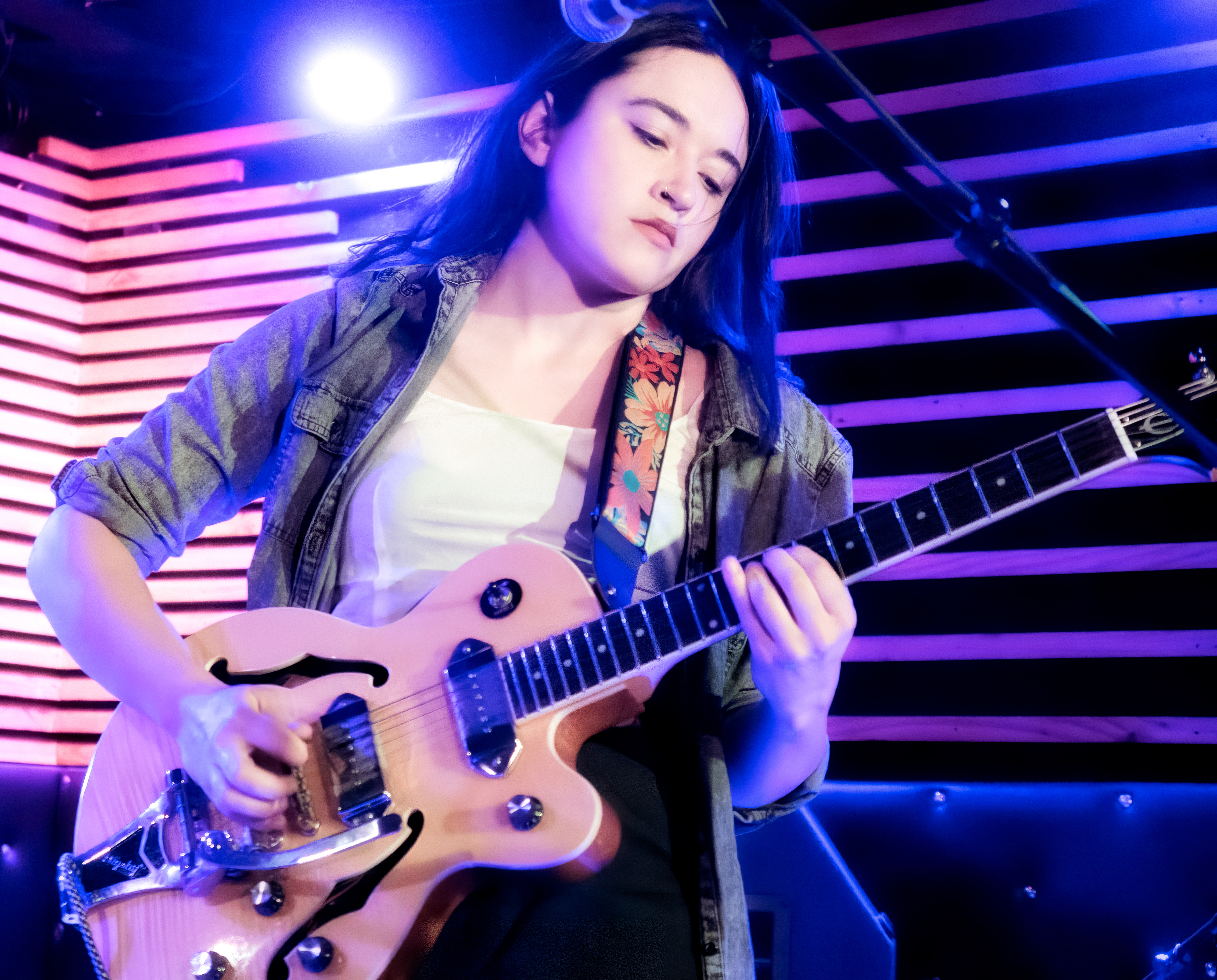
Macie Stewart

Macie Stewart (* 11. März 1993) ist eine US-amerikanische Indie-Rockmusikerin (Piano, Keyboard, Geige, auch Gitarre), die auch in der Jazz- und Improvisationsmusikszene tätig ist.

## Leben und Wirken
Stewart wuchs in Chicago auf und erhielt an der Community Music Division der DePaul University eine klassische Ausbildung am Piano und der Geige. Sie arbeitet seit den 2010er-Jahren in der Jazz- und Rockszene von Chicago. So gehörte sie der Indie-Rock-Band Kids These Days an und arbeitete im Rockduo Ohmee mit der Singer-Songwriterin Sima Cunningham, mit der sie seit 2015 mehrere Singles, eine EP sowie ein Album veröffentlichte und 2018 auf USA-Tournee war. Weiterhin war sie in dem Trio The Few aktiv sowie mit Chance the Rapper, Vic Mensa und Jeff Tweedy. Aufnahmen entstanden auch mit der Formation Marker um Ken Vandermark (Wired for Sound, 2017). 2019 spielte sie im Duo mit Julian Kirshner sowie im Projekt Yes We Can: the Songs of New Orleans u. a. mit Jeff Albert, Anton Hatwich, Steve Marquette und Dave Rempis. Zu hören ist sie auch auf Charles Rumbacks Album Seven Bridges  (2021) und Makaya McCravens In These Times (2022).

## Diskographische Hinweise
- Chance the Rapper / Chuck Inglish / Macie Stewart: Convertibles
- A-Villa / AZ / Freeway / Havoc / Macie Stewart: A Day in the Life
- Ohmme: Parts (Joyful Noise Recordings 2018)
- Macie Stewart & Lia Kohl: Recipe for a Boiled Egg (Astral Spirits, 2020)
- Mouth Full of Glass (2021)
- When the Distance is Blue (2025)